# Антим II Константинопольський
Антим II (грец. Άνθιμος Β΄) — Вселенський патріарх Константинополя протягом кількох місяців у 1623 році.

## Життєпис
Анфім народився в Константинополі в знатній і багатій родині. До обрання Патріархом Константинопольським він був митрополитом Адріанопольським.
Його коротке правління слід розглядати в контексті зіткнення між прокальвіністським патріархом Кирилом Лукарісом, якого підтримували нідерландські та англійські посли, та його противниками, підтримуваними французькими, австрійськими та венеційськими послами в османській столиці. Останнім вдалося переконати великого візира скинути Кирила Лукаріса 12 квітня 1623 р. і призначити на його місце сліпого та старого Григорія IV. Митрополити та єпископи були незадоволені Григорієм IV через те, що він не був канонічно обраний Святішим Синодом. Таким чином 18 червня 1623 року Священний Синод скинув Григорія IV і формально обрав Антима II патріархом Константинопольським.
Антим II, навіть якщо його політично підтримували католицькі уряди, залишався вірним і добрим православним. Він послав митрополитів на Родос, де Лукаріс був тимчасово засланий, щоб переконати його піти на гору Афон, але безуспішно. Навпаки, Лукаріс, завдяки кальвіністському голландському послу, повернувся до Константинополя і видав фальшиві кредитні документи на 20 000 ліврів на Патріархат. Антим не міг знайти такої великої суми і був змушений зректися престолу 22 вересня 1623 р. Згодом Лукаріс втретє повернувся на патріарший престол.
Після відставки Антим пішов на Афон, де й помер у 1628 році.